# Carlo Grazioli
Carlo Grazioli (Gaggiano, 28 gennaio 1916 – ...) è stato un calciatore italiano, di ruolo centrocampista.

## Caratteristiche tecniche
Giocò nel ruolo di esterno sinistro di centrocampo.

## Carriera
Giocò in Serie A ed in Serie B con la maglia del Novara.

## Palmarès

### Club

#### Competizioni nazionali
- Serie B: 1

Novara: 1937-1938